# Providencia y Naranjos
Providencia y Naranjos är en ort i Mexiko.   Den ligger i kommunen Altamira och delstaten Tamaulipas, i den centrala delen av landet, 400 km norr om huvudstaden Mexico City. Providencia y Naranjos ligger 13 meter över havet och antalet invånare är 102.
Terrängen runt Providencia y Naranjos är platt, och sluttar söderut. Runt Providencia y Naranjos är det ganska glesbefolkat, med 47 invånare per kvadratkilometer. Närmaste större samhälle är Cuauhtémoc, 14,3 km öster om Providencia y Naranjos. Trakten runt Providencia y Naranjos består till största delen av jordbruksmark.